# Orijentalne pravoslavne Crkve
Orijentalne pravoslavne Crkve ili istočnjačke pravoslavne Crkve zajednički je naziv za istočne kršćanske Crkve koje priznaju samo prva tri ekumenska sabora – Prvi nicejski sabor, Prvi carigradski sabor i Efeški sabor – te odbacuju dogmatske odluke Kalcedonskog sabora. Stoga se ove Crkve često nazivaju i pretkalcedonskim Crkvama. Valja ih stoga razlikovati od pravoslavnih Crkava koje priznaju prvih sedam ekumenskih sabora, te su u zajedništvu s carigradskim patrijarhom.

## Raskol
Do raskola između ovih Crkava i tadašnje velike Crkve (od koje će nastati Katolička Crkva i pravoslavne Crkve) došlo je u 5. stoljeću. Povod tome raskolu bilo je neprihvaćanje Kalcedonskog vjerovanja (izvorni tekst), prema kojem su u Isusu Kristu, kao drugoj božanskoj osobi, prisutne dvije naravi – božanska i ljudska, premda sjedinjene u jednoj osobi (hipostazi). Crkvenim vođama, osobito u aleksandrijskoj Crkvi, takav je nauk previše sličio nestorijanstvu, koje je osuđeno na Efeškom saboru. Stoga su predlagali tekst vjerovanja koji bi naglasio jedinstvo u Kristu. Nepomirljiva polazišta obiju strana, često više uvjetovana jezičnim razlozima i nerazumijevanjem negoli stvarnom teološkom razlikom, dovela su do prvoga većeg raskola u Crkvi.

## Naziv
Kada se govori o istočnim pravoslavnim Crkvama, riječ je o različito organiziranim crkvenim zajednicama, koje nemaju neku zajedničku hijerarhiju, premda priznaju da su u međusobnom jedinstvu. Ipak, svaka se od tih Crkava drugačije naziva, pa nije lako naći zajedničko ime koje bi ih sve uključivalo. Najčešće se susreću sljedeći nazivi:
- monofizitske Crkve: Naziv je skovan u protivničkom taboru. U stvarnosti istočne pravoslavne crkve ne prihvaćaju u cijelosti monofizitstvo kako ga je naučavao Eutih, a sebe radije nazivaju miafizitima.
- Pretkalcedonske Crkve: Ovaj je naziv češće u uporabi, a susreće se i kod »kalcedonskih« i kod »pretkalcedonskih« Crkava. Neutralan je i jednostavno upućuje na Kalcedonski sabor kao trenutak raskola.
- Istočne pravoslavne Crkve: Naziv koji je najčešće u službenoj uporabi, kad se zajedničkim imenom želi označiti sve Crkve koje prihvaćaju samo prva tri ekumenska sabora.

## Ponovno zbližavanje
Nakon raskola 451. godine bilo je više pokušaja ponovnog zbližavanja među crkvama. Osobito se to očitovalo na saboru u Firenci (1431. – 1445.) na kojem je i uspostavljeno jedinstvo s nekima od ovih Crkava, no ono nije nikada zaživjelo.
U 20. stoljeću počelo se drugačije gledati na ovaj raskol i shvaćati da problemi koji su doveli do njega, nisu toliko teološke ili kristološke naravi, koliko je to pitanje kulture i mentaliteta.
Na više susreta između pape Ivana Pavla II. i patrijarha koji su predstavljali istočne pravoslavne Crkve, potpisane su pomirujuće izjave.

Crkve danas shvaćaju da dugotrajni raskol, koji se u prošlim stoljećima među njima dogodio, ni u čemu ne dodiruje niti mijenja bit njihove vjere, budući da je do raskola došlo samo zbog razlike u nazivlju i kulturi te zbog različitih simbola vjere prihvaćenih u različitim teološkim školama kako bi se izrekla ista stvar. Stoga danas ne nalazimo stvarnog utemeljenja žalosnim podjelama i raskolima koji su se među nama dogodili s obzirom na nauk o Utjelovljenju. Riječima i životom mi ispovijedamo istinski nauk o Kristu našem Gospodinu, bez obzira na razlike u tumačenju tog nauka koje su se pojavile u vrijeme Kalcedonskog sabora.
Iz zajedničke izjave pape Ivana Pavla II. i mar Ignacija Zakke I. Iwasa, sirskog antiohijskog patrijarha, 23. lipnja 1984.
Slične je izjave rimski papa potpisao i s ostalim poglavarima istočnih pravoslavnih Crkava.

## Zajednica istočnih pravoslavnih Crkava
Od 15. do 21. siječnja 1965. susreli su se u Addis Abebi po prvi put poglavari svih istočnih pravoslavnih Crkava. Na tom su susretu ove Crkve odlučile osnažiti međusobnu suradnju te ustrojiti za to i odgovarajuće ustanove.
Zajednica istočnih pravoslavnih Crkava je skup pretkalcedonskih Crkava koje su u međusobnom punom zajedništvu. Ovamo pripadaju:
- Koptska pravoslavna Crkva u Aleksandriji
- Etiopska pravoslavna tevahedo Crkva
- Eritrejska pravoslavna tevahedo Crkva
- Armenska apostolska Crkva svih Armenaca
- Sirska pravoslavna Crkva u Antiohiji
  - Malankarska jakobitska sirska pravoslavna Crkva
- Indijska pravoslavna Crkva Istoka

Liturgijski jezik u ovim je crkvama stari narodni jezik, koji često više nije u svakodnevnoj uporabi (kao što je slučaj s koptskim i sirskim). U krajevima gdje većinu čine Arapi, arapski je jezik ušao i u liturgijske tekstove.

### Članci
- Barišić, Jerko. 1973. Stare istočne Crkve u dijalogu s Katoličkom Crkvom. Crkva u svijetu. Sveučilište u Splitu - Katolički bogoslovni fakultet. Split. 8 (4): 364–368

## Poveznice
- Istočne katoličke Crkve
- Kalcedonski sabor
- Pravoslavlje
- Kršćanske denominacije